# Molinillo

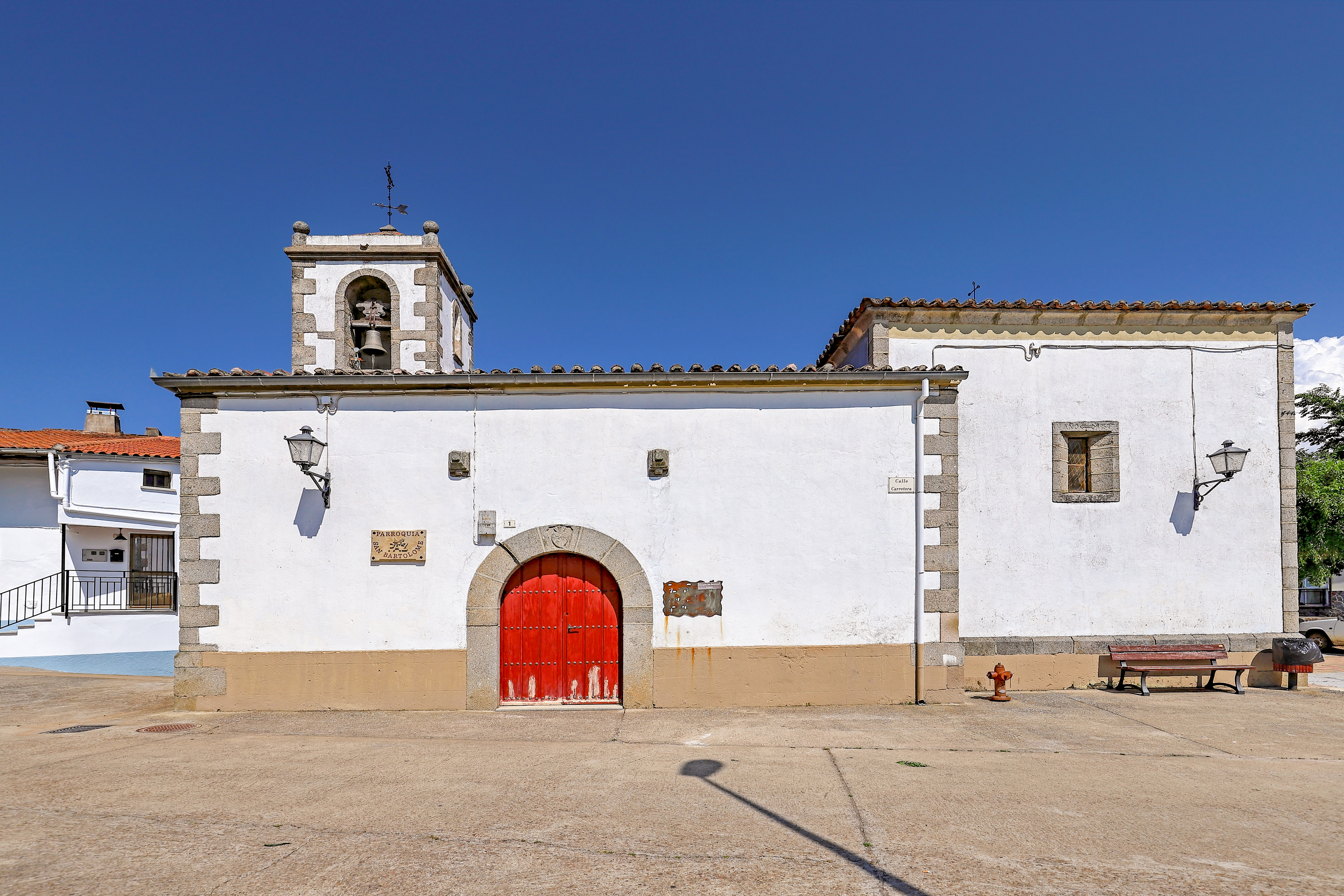
Parroquia de San Bartolomé

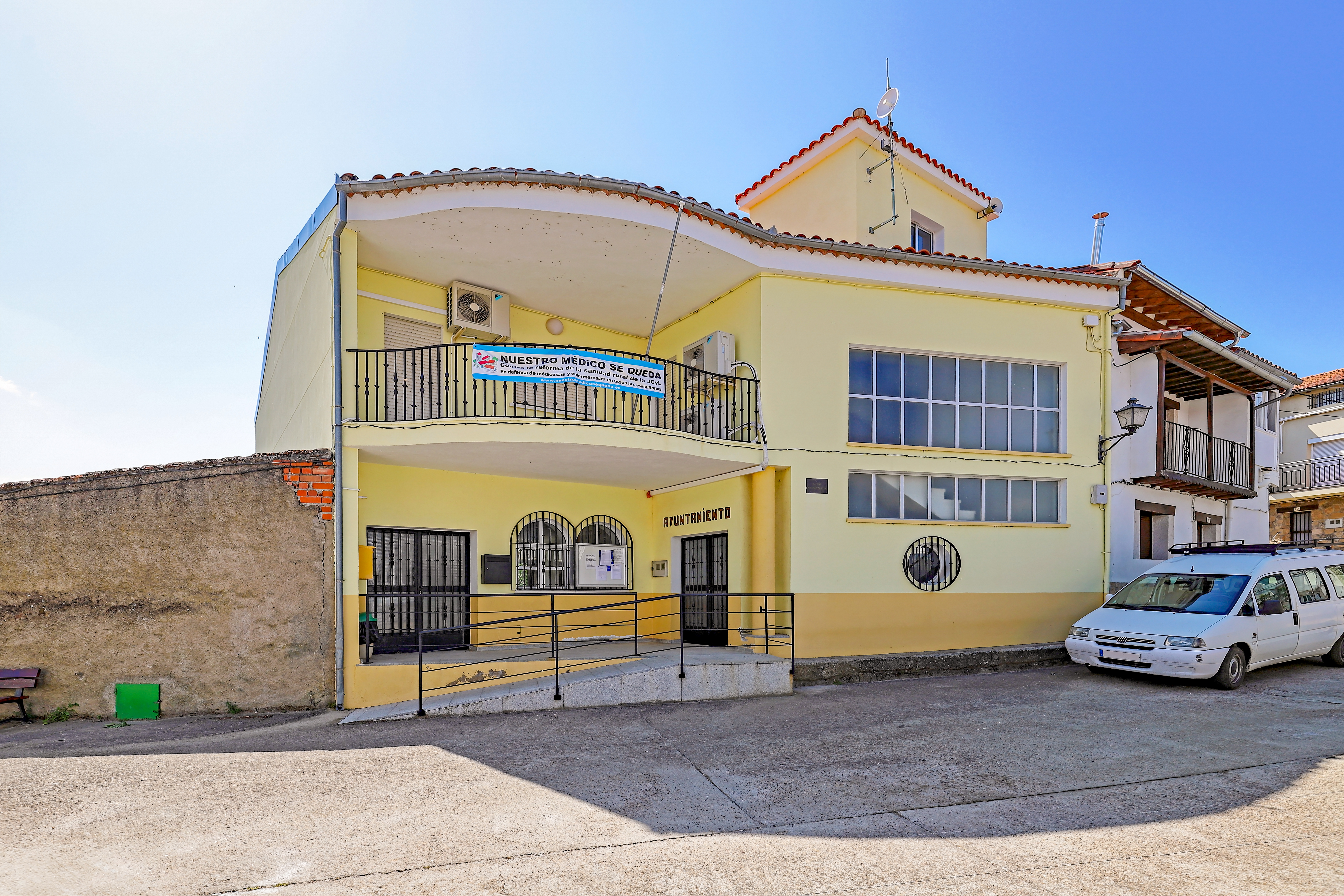
Ayuntamiento

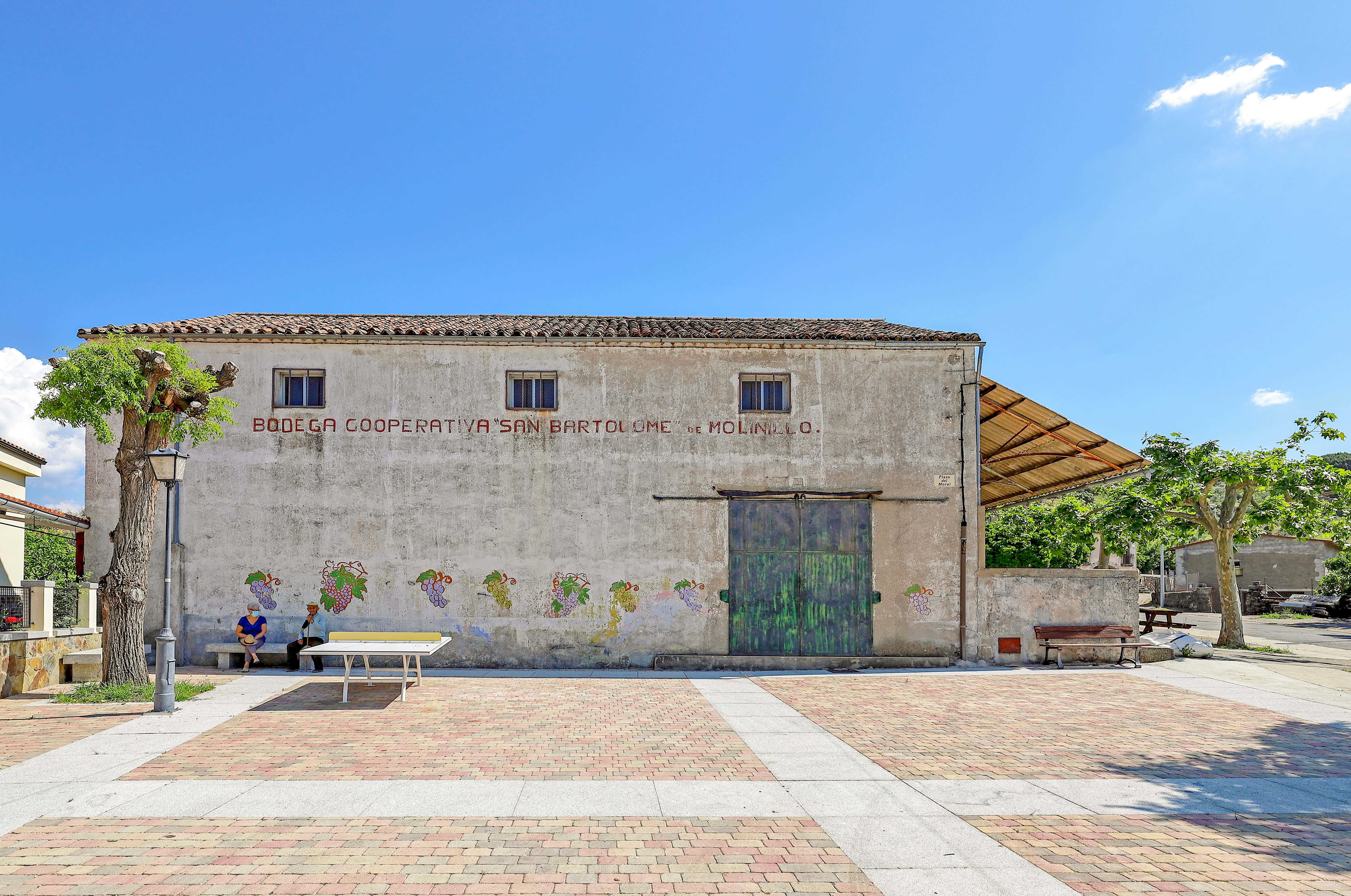
Cooperativa

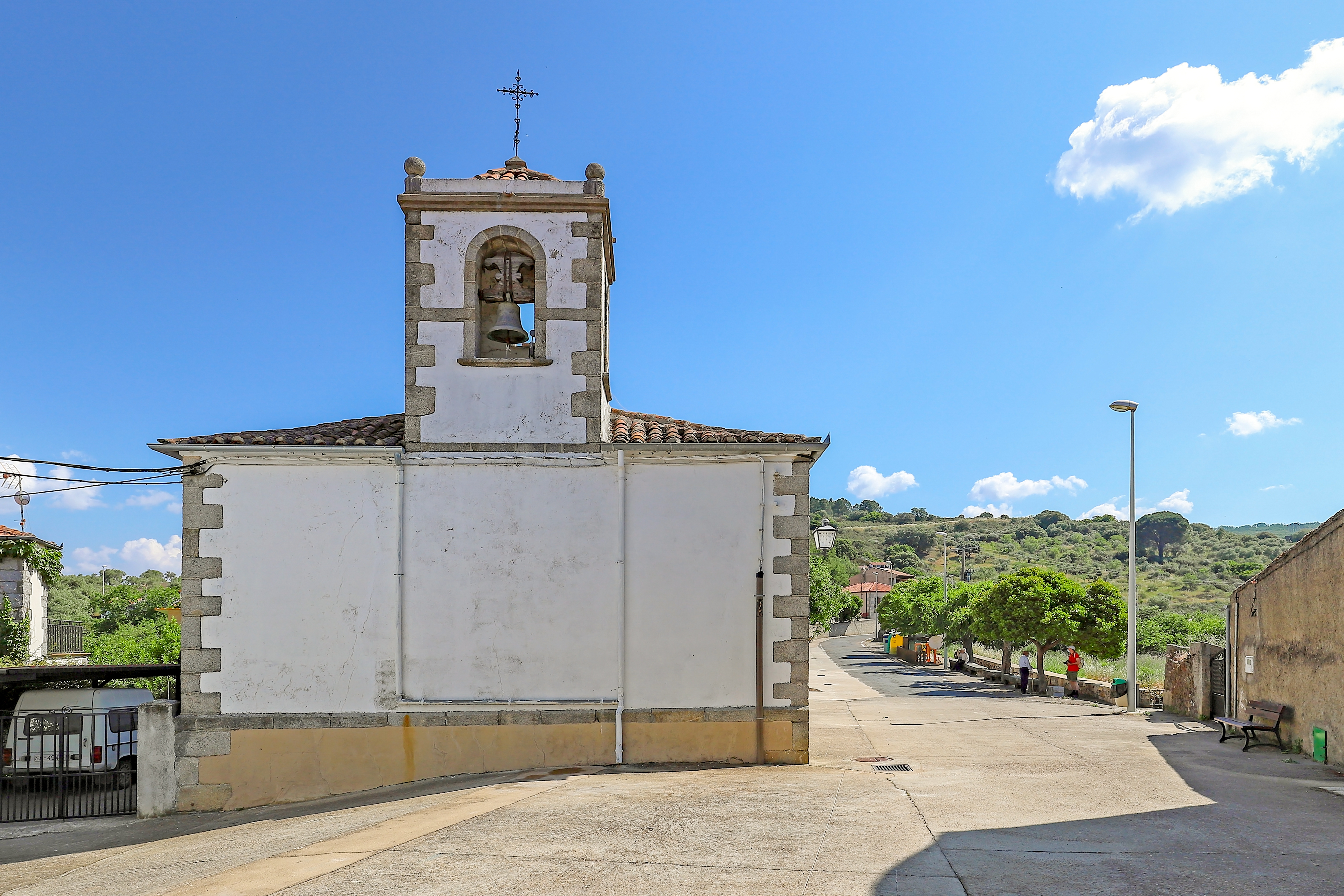
Parroquia de San Bartolomé

Molinillo es un municipio y localidad española de la provincia de Salamanca, en la comunidad autónoma de Castilla y León. Se integra dentro de la comarca de la Sierra de Francia. Pertenece al partido judicial de Béjar y a las mancomunidades Embalse de Béjar y Entresierras.
Su término municipal está formado por un solo núcleo de población, ocupa una superficie total de 6,79 km² y según los datos demográficos recogidos en el padrón municipal elaborado por el INE en el año 2017, cuenta con una población de 42 habitantes.

## Geografía
Situado en la confluencia de los ríos Alagón y Sangusín entre las sierras de Francia y Béjar. Abundan los castaños, robles, encinas, madroñeras y otras especies.
Debido a su geografía montañosa la agricultura se desarrolla en pequeños bancales escalonados que se distribuyen por las laderas.

## Historia

### Fundación
Su origen parece estar en las repoblaciones efectuadas por el rey Alfonso IX de León en la Edad Media, que lo englobó en el alfoz de Miranda del Castañar, dentro del Reino de León.

### Hacia 1606
Es un lugar de 15 vecinos, con iglesia de Sant Bartolomé, con una mala obra que en ella an echo unos carpinteros y canteros de Sant Estevan, porque con un arco que han hecho sobre la puerta a ssalido falso y mandé no les acavasen de pagar asta que lo obiesen remediado y reparado, que conforme al concierto lo deben hazer, esta iglesia es anexa de la villa de Miranda, está en medio de la Sierra, junto al término del obispado de Coria, adonde por poco me matara que rodó la mula conmigo porque el camino es fragroso y áspero.

Vale la fábrica quatro mill y quinientos y los gasta en gastos ordinarios, es muy pobre la iglesia de ornamentos, y aquí fue a donde un cura portugués solía urtar lo que allava, por lo qual fue desterrado de este obispado y se llevó de rravia contra los vecinos la tabla de los aniversarios, aunque llamé cassi a todos los vezinos y cada uno con juramento declaró lo que avía y cada uno tenía obligación de dezir cada año, porque ni ay scripturas ni razón, esto ay en esta iglesia.

Después de lo dicho, por quitar de pleitos a la iglesia con los canteros, los convine en que se pongan dos officiales uno por parte de la iglesia y otro por parte de los canteros y que lo que apreciasen, eso se pague y esto a de ser con que no se exceda del precio de 28 mill maravedís en que se concertó ésta, esto por contrato, y que si fuere menester hazer algún reparo lo an de hazer los canteros, los quales han recibido de la iglesia 20 mill maravedís y mandé que se paguen estos canteros por orden, dejando a esta iglesia lo que obiere menester para sus gastos.

Libro de los lugares y aldeas del Obispado de Salamanca (1604-1629)

### 1827
L. S. de España, provincia y obisp. de Salamanca, en el partido de Miranda, cuarto de lo Llano. A. P., 49 vecinos, 188 habitantes, 1 parroquia. Sit. en terreno áspero que produce granos, castañas, vino y pastos. Industria: fábrica y porteo de carbón de brezo. Está cerca de los ríos Alabon y Sangusin. Dista 11 leguas 
S. de la capital, y más de 2 E. de la cabeza de partido. Contrib. 1.143 rs. 4 mrs. Derec. enagenados 181 rs 6 mrs.
Diccionario geográfico-estadístico de España y Portugal (1827) Sebastián de Miñano y Bedoya

### 1833
Con la creación de las actuales provincias en 1833, Molinillo fue incluido en la provincia de Salamanca, dentro de la Región Leonesa.

### 1845-1850
l. con ayunt. en la prov. y dioc. de Salamanca (11 leg.), part, jud. de Sequeros (1 ½), aud. territ. y c. g. de Valladolid (35). Se encuentra SIT. en una pequeña ladera mirando al E., próximo al r. Sangusín; reina con preferencia el viento del S. que hace muy caluroso el CLIMA y en algún tanto malsano. Se compone de 28 CASAS de un solo piso, pequeñas y de malísima construcción; tiene una habitación destinada a cárcel, y carece de edificio propio del ayunt.; una fuente de buenas aguas de las que usan los vec.; hay una pequeña igl. aneja del curato de Pinedas, cuya parr. le sirve, y un cementerio fuera del pueblo en buena posición.
Confina el TERM. Al N. con Miranda del Castañar; E. Sta. María de lo Llano; S. Colmenar (part. de Béjar), y O. Pinedas; pasa por él en dirección del N.E. a S.E. el precitado r. Sangusín, cuyas aguas en nada se aprovechan, por no permitirlo el terreno por donde va encajonado su cauce. El TERRENO es desigual, flojo y pizarroso, gran parte inculto, teniendo unas 5 fan. de sembradura que se riegan con las aguas de un manantial. Los CAMINOS son de travesía, hallándose casi intransitables. La CORRESPOND. se busca todas las semanas en la cap. del part. jud. PROD: trigo, centeno y vino en cantidad muy corta para las necesidades de los vec., patatas y legumbres las suficientes; lino y castañas muy pocas; hay algún ganado cabrío, de cerda y vacuno, y caza de javalíes, corzos, venados, conejos y perdices. IND.: la fabricación de carbón y cisco que lo llevan a vender a Béjar y pueblos inmediatos. POBL.: 26 vec., 98 alm. RIQUEZA PROD.: 79.900 rs. IMP.: 3,995.
Diccionario geográfico-estadístico-histórico de España, 1845-1850. Pascual Madoz

### 1960
Mun. y v. de SA. p.j. de Sequeros, a 76 km de la c. y a 26 de la c. de p. Est. de fc. más próxima Valmoral de Béjar, a 20 km. 723 m/a. Ext. 7,44 km². 40°28′17″ N y 2°15′26″ O. H.552.
El tº. Está situado en un espolón que avanza sobre la confluencia de los R. Sangusín y Alagón, que encajados a más de 200 m de profundidad entre los derrames montañosos que se extienden al N de Béjar, corren por valles muy angostos. El pueblo se halla al borde del valle del Sangusín, a más de 200 m por encima del R. Abundan los castaños. Caza menor.
La propiedad de las tierras cultivadas está repartida. Los productos principales son cereales, legumbres, uvas y aceitunas. Predomina el ganado de labor y cabrío. El tº. carece de industria. Carr. a la c. de p. y a Béjar. El servicio de Correos está atendido por un peatón.
La pobl. es de 291 habs.; disminuye. Consta el pueblo de 57 edif. destinados a viviendas y 38 a otros usos, en compacto. Fiestas el 24 de agosto. Hay una escuela. Médico. Un párroco.
Diccionario geográfico de España. 1960. Ediciones del Movimiento.

## Demografía
Molinillo cuenta con una población de 43 habitantes (INE 2024).
| Gráfica de evolución demográfica de Molinillo entre 1842 y 2021                                                     |
| |
| Población de derecho según los censos de población del INE Población de hecho según los censos de población del INE |

## Economía
Los productos agrícolas principales son uvas y aceitunas. Hasta 2007 existía una bodega cooperativa que elaboraba y vendía vino, de gran prestigio en la comarca. La ganadería se componía principalmente de cabras y cerdos, hoy ambos desaparecidos.

## Cultura

### Fiestas
- 3 de mayo: La Santa Cruz
- 24 de agosto: San Bartolomé (popularmente San Bartolo)

## Administración y política
| Periodo   | Nombre                      | Partido | Partido                                  |
| --------- | --------------------------- | ------- | ---------------------------------------- |
| 1979-1983 | Esteban Hernández Rodríguez |         | Unión de Centro Democrático (UCD)        |
| 1983-1987 | Cebrián Gonzalo Rivera      |         | Partido Socialista Obrero Español (PSOE) |
| 1987-1995 | José L. Mesonero Hernández  |         | Partido Socialista Obrero Español (PSOE) |
| 1995-2007 | Tomás Hernández             |         | Partido Socialista Obrero Español (PSOE) |
| 2007-2011 | Concepción Hernández        |         | Partido Socialista Obrero Español (PSOE) |
| 2011-2015 | Ricardo Ramírez             |         | Agrupación por Molinillo (AM)            |
| 2015-2020 | Ricardo Ramírez             |         | Partido Socialista Obrero Español (PSOE) |

| Partido político                         | 2019  | 2019  | 2019       | 2015  | 2015  | 2015       | 2011  | 2011  | 2011       | 2007  | 2007  | 2007       | 2003  | 2003  | 2003       |
| Partido político                         | %     | Votos | Concejales | %     | Votos | Concejales | %     | Votos | Concejales | %     | Votos | Concejales | %     | Votos | Concejales |
| Partido Socialista Obrero Español (PSOE) | 73,33 | 22    | 2          | 74,36 | 29    | 2          | —     | —     | —          | 86,36 | 38    | 1          | 84,91 | 45    | 1          |
| Agrupación por Molinillo (AM)            | —     | —     | —          | —     | —     | —          | 80,00 | 28    | 3          | —     | —     | —          | —     | —     | —          |
| Partido Popular (PP)                     | 23,33 | 7     | 1          | 20,51 | 8     | 1          | 17,14 | 6     | 0          | 13,64 | 6     | 0          | 13,21 | 7     | 0          |

El alcalde de Molinillo no recibe ningún tipo de prestación económica por su trabajo al frente del Ayuntamiento (2017).